# Swefilmer
Swefilmer var en webbplats där besökarna kunde se svensktextade filmer och TV-serier genom att strömma dem till sin dator. Sidan startades 13 februari 2011 utan tillstånd från filmbolagen. Efter en husrannsakan hos en av administratörerna rapporterade flera medier att webbplatsen skulle läggas ned den 31 juli 2015.
Swefilmer var mycket omtalad inom diskussionerna om piratstreaming under 2014, där även webbplatserna Dreamfilm och Sweflix omnämndes.[källa behövs]
Dagens Nyheter rapporterade i samband med nedstängningen att det fanns gott om alternativ till Swefilmer och att en av de mest populära är Popcorn Time som även har kallats "piraternas Netflix".